# Alma Martínez
Alma Socorro Martínez Torres  (Santa Bárbara, California, 22 de septiembre de 1981) es una futbolista mexicana que jugó para la Selección Femenina de Fútbol de México. Formó parte del equipo mexicano durante los Juegos Olímpicos de Atenas en 2004 donde la selección mexicana de fútbol femenino quedó en octava posición.